# Droga ekspresowa S16 (Polska)
Droga ekspresowa S16 – polska droga ekspresowa w północnej i północno-wschodniej Polsce, docelowo o przebiegu Olsztyn (S51) – Ełk – Knyszyn (S19). Przebiegać ma przez województwo warmińsko-mazurskie i podlaskie.

## Istniejące odcinki
Odcinki istniejące o parametrach drogi ekspresowej:
- południowa cz. obwodnicy Olsztyna – Olsztyn Południe – Olsztyn Wschód, odcinek dwujezdniowy o długości 14,7 km;
- jednojezdniowy odcinek Barczewo - Biskupiec o długości 18 km (nieoznaczony jako droga ekspresowa);
- Biskupiec – Borki Wielkie - odcinek dwujezdniowy o długości 10 km (nieoznaczony jako droga ekspresowa);
- Borki Wielkie – Mrągowo - odcinek dwujezdniowy o długości 13 km;
- północna obwodnica Ełku: Ełk Północ – Ełk Wschód, odcinek dwujezdniowy o długości 4 km.

## Odcinki na etapie przetargu

### Knyszyn - Krynice
Długość: 9 km. Przetarg ogłoszono 15 września 2023 r.

## Historia

### 1985–2014: Plany budowy drogi
Droga ekspresowa o przebiegu Grudziądz – Olsztyn – Augustów występowała w Postanowieniu Nr 55/85 Prezydium Rządu z dnia 14 czerwca 1985 r. W kolejnym dokumencie rządowym w 1993 oraz wszystkich następnych nie występowała. W różnych projektach przebudowy czy też rozbudowy drogi krajowej nr 16 prowadzonych przez olsztyński oddział GDDKiA pojawiają się informacje o projektowaniu/budowie drogi klasy GP o parametrach zgodnych z wymaganiami drogi klasy S bądź z możliwością dostosowania do klasy drogi ekspresowej. Równolegle w Ministerstwie Infrastruktury trwają prace nad propozycjami modyfikacji sieci TEN-T w Polsce, których częścią jest włączenie do tej sieci drogi krajowej nr 16, w najnowszych dokumentach o skróconej trasie (Grudziądz-Ełk), a w jednym nazywanej „droga krajowa S-16". Droga ekspresowa S16 pojawia się również w dwóch rządowych dokumentach: w raporcie Polska 2030 (przygotowanym przez zespół doradców strategicznych Prezesa Rady Ministrów) oraz w Koncepcji Przestrzennego Zagospodarowania Kraju 2030 (przygotowanej przez Ministerstwo Rozwoju Regionalnego).

### 2015: Decyzja o budowie

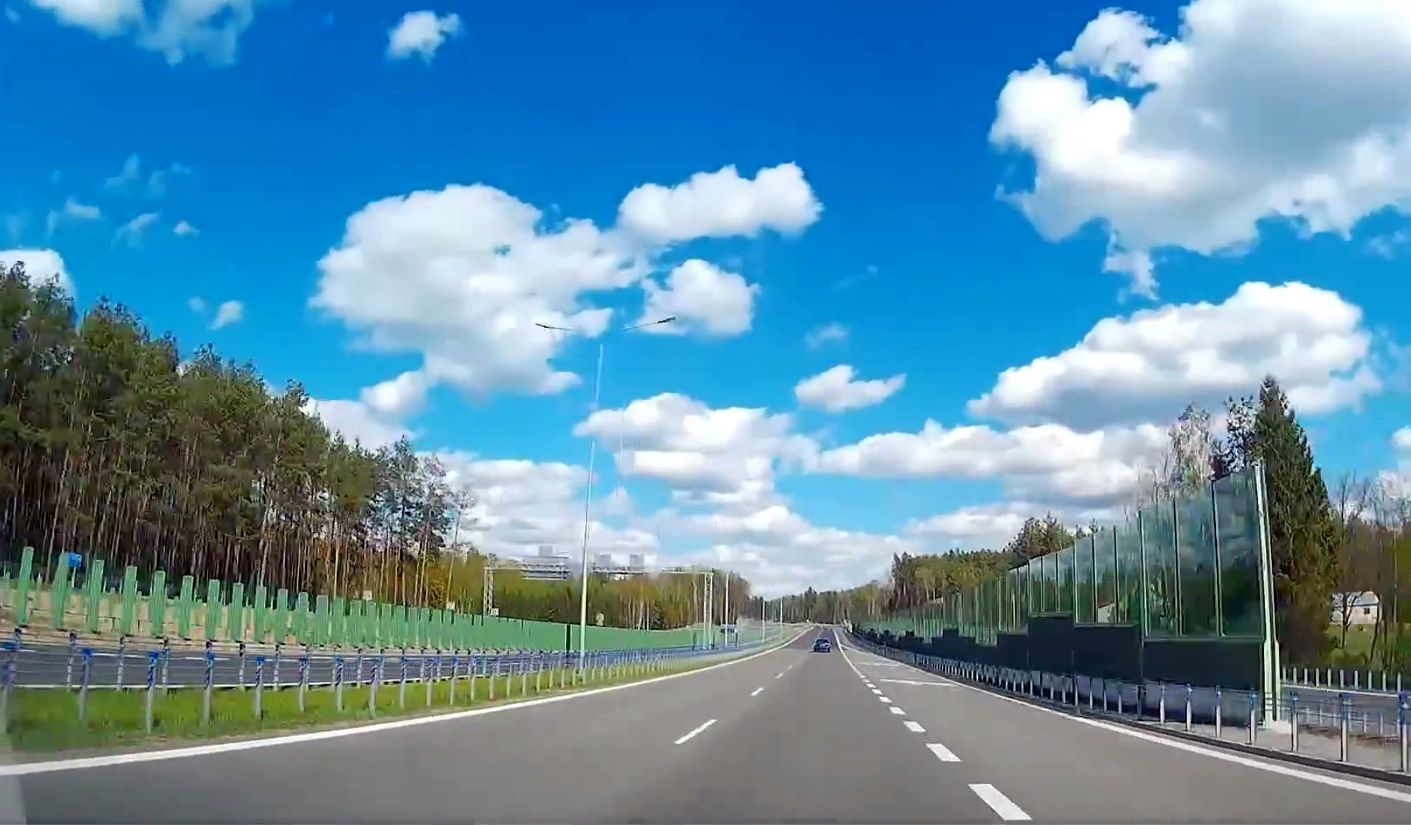
Odcinek DK16 wyremontowany w standardzie drogi S

30 września 2015 na stronach RCL został opublikowany Projekt rozporządzenia Rady Ministrów zmieniającego rozporządzenie w sprawie sieci autostrad i dróg ekspresowych, w którym m.in. pojawia się droga ekspresowa S16 na odcinku Olsztyn – Ełk, natomiast odcinek Grudziądz – Ostróda ma objąć przedłużoną drogę S5.
13 października 2015 rząd zmienił rozporządzenie o autostradach i drogach ekspresowych w Polsce, dodając na listę drogę ekspresową S16.

### 2016
19 maja 2016 droga ekspresowa S16 została przedłużona o odcinek Ełk-Białystok.
5 sierpnia 2016 r. ogłoszono przetarg na wykonanie koncepcji programowej budowy drogi ekspresowej S16 na odcinku Borki Wielkie-Mrągowo wraz z obwodnicą Mrągowa w ciągu DK59.

### 2018
Minister Infrastruktury zatwierdził Program Inwestycji dla budowy drogi ekspresowej S16 Borki Wielkie – Mrągowo wraz z obwodnicą Mrągowa w ciągu drogi krajowej nr 59. Oznacza to zapewnienie finansowania budowy drogi, która obecnie znajduje się na etapie przygotowania dokumentacji.
Pod koniec kwietnia br. zakończą się trwające od stycznia 2017 r. prace nad koncepcją programową. Dzięki temu na przełomie lipca i sierpnia tego roku można będzie ogłosić przetarg na projekt i budowę tej drogi. Będzie ona miała długość 17–12,9 km w ciągu S16 oraz 4,1 km w ciągu DK 59 (obwodnica Mrągowa). Przebiegać będzie w okolicach miejscowości Borki Wielkie, Sorkwity, Nowe Bagienice, Bagienice, Marcinkowo, a następnie ominie Mrągowo od strony południowo-zachodniej. Droga na odcinku S16 będzie miała przekrój dwujezdniowy, po dwa pasy ruchu w każdym kierunku, natomiast na przebiegu obwodnicy Mrągowa w ciągu DK 59 będzie to droga o przekroju 2x2 na odcinku 1,2 km oraz 1x2 na odcinku 2,9 km. Dostęp do drogi ekspresowej będzie możliwy jedynie poprzez węzły drogowe: Sorkwity, Bagienice i Mrągowo.

#### Borki Wielkie – Mrągowo
19 września 2018 Generalna Dyrekcja Dróg Krajowych i Autostrad ogłosiła przetarg na projekt i budowę drogi ekspresowej S16 Borki Wielkie – Mrągowo, wraz z budową obwodnicy Mrągowa w ciągu DK59. Jednak 10 maja 2019 przetarg został unieważniony z powodu braku oferty, która mieściłaby się w budżecie zamawiającego. 21 sierpnia tego samego roku ogłoszono ponowny przetarg na to zadanie, a 28 maja 2020 podpisano wartą niemal 626 mln złotych umowę z firmą PORR S.A. Inwestycja ma zostać zrealizowana w ciągu 36 miesięcy.
Nowa droga będzie miała 17,1 km długości – 13,1 km w ciągu S16 oraz 4 km w ciągu DK59 (obwodnica Mrągowa). Przebiegać będzie w okolicach miejscowości Borki Wielkie, Sorkwity, Nowe Bagienice, Bagienice, Marcinkowo, a następnie ominie Mrągowo od strony południowo-zachodniej. Droga na odcinku S16 będzie miała przekrój dwujezdniowy, po dwa pasy ruchu w każdym kierunku, natomiast na przebiegu obwodnicy Mrągowa w ciągu DK59 będzie to droga o przekroju w większości jednojezdniowym (1x2). Dostęp do drogi ekspresowej będzie możliwy tylko przez węzły drogowe: Sorkwity, Bagienice i Mrągowo. 18 czerwca 2021 r. olsztyński oddział GDDKiA poinformował o wydaniu przez wojewodę warmińsko- mazurskiego decyzji o zezwoleniu na realizację inwestycji drogowej. Zadanie ma zostać zakończone pod koniec 2023 roku. Oddcinek został oddany do ruchu w sierpniu 2024.
W fazie przygotowawczej jest następny etap rozbudowy tej drogi. W trakcie opracowania są materiały do uzyskania decyzji o środowiskowych uwarunkowaniach oraz dokumentacja techniczna do zlecenia budowy w systemie PIB dla drogi S16 Mrągowo – Orzysz – Ełk o długości ok. 80 km. Dokumentacja będzie gotowa do realizacji w 2021 r. Planowane lata realizacji to 2022–2025.
Wytyczanie przebiegu S16 w rejonie Wielkich Jezior Mazurskich spotyka się z protestami społecznymi. W 2021 Fundacja "Dla Biebrzy" opublikowała "Studium sieciowego przebiegu Via Carpatia i S16 w północno-wschodniej Polsce", w którym wskazano alernatywne możliwości realizacji sieci drogowej względem budowy drogi ekspresowej S16 przez Biebrzański Park Narodowy i Krainę Wielkich Jezior Mazurskich, w minimalnym stopniu ingerujące w chronione przyrodniczo tereny i biegnące przez tereny znacznie dogodniejsze do realizacji inwestycji drogowych.